# (9146) Tulikov
(9146) Tulikov es un asteroide perteneciente al cinturón de asteroides, descubierto el 16 de diciembre de 1976 por la astrónoma soviética Liudmila Chernyj desde el Observatorio Astrofísico de Crimea.

## Designación y nombre
Designado provisionalmente como 1976 YG1. Fue nombrado Tulikov en honor al compositor ruso Serafim Serguéyevich Túlikov.